# حفل توزيع جوائز الأوسكار الثامن والعشرون
حفل توزيع جوائز الأوسكار الثامن والعشرون (بالإنجليزية: 28th Academy Awards)‏ هو حدث نظمته أكاديمية فنون وعلوم الصور المتحركة لتكريم أفضل الأفلام لسنة 1955. أقيم الحفل بتاريخ 21 مارس، 1956 في مسرح آر. كي. كو. بانتجس، هوليوود، كاليفورنيا. قامت شبكة هيئة الإذاعة الوطنية ببثّ الحفل، وقدّمه جيري لويس. في هذه الدورة، فاز فيلم مارتي بجائزة أفضل فيلم، وحاز الممثّل إيرنست بورغنين على جائزة أفضل ممثّل، ونالت الممثلة آنا ماغناني جائزة أفضل ممثّلةٍ، وكانت جائزة الأوسكار لأفضل مخرج من نصيب المخرج ديلبرت مان.
أكثر الأفلام ترشيحاً للحصول على جوائز كانت فيلم الحب شيء رائع، وفيلم مارتي، وفيلم وشم الورد حيث تلقّين 8 ترشيحات، بينما أكثرها فوزاً كان فيلم مارتي حيث فاز بـ 4 جوائز.

## الجوائز
- جائزة أفضل فيلم:

مارتي
- جائزة أفضل مخرج:

ديلبرت مان
- جائزة أفضل ممثّل:

إيرنست بورغنين
- جائزة أفضل ممثّلة:

آنا ماغناني
- جائزة أفضل ممثّل مساعد:

جاك ليمون
- جائزة أفضل ممثّلة مساعدة:

جو فان فليت
- جائزة أفضل سيناريو مقتبس:

مارتي
- جائزة أفضل موسيقى تصويريّة:

أوكلاهوما - الحب شيء رائع
- جائزة أفضل تأثيرات بصريّة:

الجسور في توكو ري
- جائزة أفضل خلط أصوات:

أوكلاهوما

## وصلات خارجية
- حفل توزيع جوائز الأوسكار الثامن والعشرون على موقع IMDb (الإنجليزية)
- حفل توزيع جوائز الأوسكار الثامن والعشرون على موقع ميوزك برينز (الإنجليزية)
- الموقع الرسمي لجوائز الأكاديمية.
- الموقع الرسمي لأكاديمية فنون وعلوم الصور المتحركة.
- قناة جوائز الأوسكار على موقع يوتيوب (تُديره أكاديمية فنون وعلوم الصور المتحركة).
- مقتطفات فيديو من أكاديمية فنون وعلوم الصور المتحركة.